# Палермо (Буенос-Айрес)
Пале́рмо (ісп. Palermo) — автономний район міста Буенос-Айрес. Забудова району належить до різних епох та стилів, від кінця XIX ст. до сучасних офісних та житлових комплексів.
У Палермо знаходяться однойменні ліси, які є однією з найбільших зелених зон міста. Тут також знаходяться поля для гольфу, поло, планетарій імені Галілео Галілея, велодром, японський сад, озеро. У Палермо розташовуються Ботанічний сад і Зоопарк Буенос-Айреса, збудовані у XIX ст. Також тут розташовані Культурний ісламський центр ім. короля Фахда, Міністерство науки, технології і продуктивних інновацій, Національний музей декоративного мистецтва, Музей латиноамериканського мистецтва, Музей образотворчого мистецтва імені Едуардо Сіворі, Музей Евіти і міський іподром.
Також тут знаходиться Пам'ятник Тарасові Шевченку і центральний відділ Українського культурного товариства «Просвіта» в Аргентині.
У районі Палермо сконцентрована велика кількість іноземних посольств, зокрема Австралії, Албанії, Бельгії, В'єтнаму, Гаїті, Греції, Єгипту, Індонезії, Іспанії, Італії, Канади, Марокко, Німеччини, Норвегії, ОАЕ, Пакистану, Південної Кореї, Польщі, Португалії, Саудівської Аравії, Словаччини, Таїланду, Туреччини, Уругваю, Хорватії, Чилі, Швейцарії,  Швеції, Японії.

## Розташування

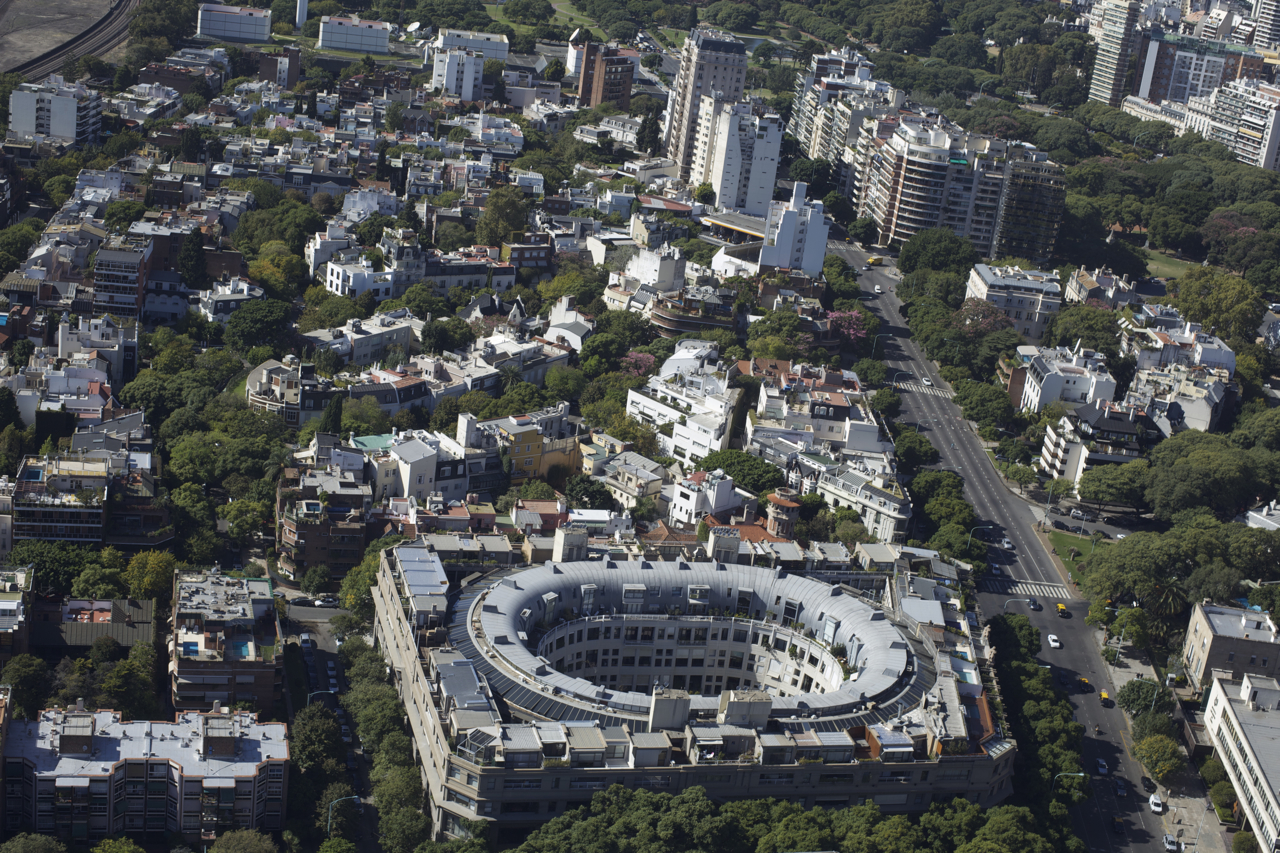
Палермо згори

Межами району є вулиці Херонімо Сальгеро, Тагле, Лас Ерас, полковника Діаса, Маріо Браво, Кордова, Доррего, Крамер, Хорхе Ньюберрі, Кабільдо, Сабала, Валентин Альсіна, Фігероа Алькорта, Ла Пампа, а також річка Ла-Плата і колії залізниці імені генерала Бартоломе Мітре.
Палермо межує з районами Реколета на південному сході, Альмагро на півдні, Вілья-Креспо на південному заході, Чакаріта і Колехьялес на заході, Бельграно на північному заході та з річкою Ла-Плата на північному сході.

## Походження назви
Є кілька версій щодо походження назви району. За однією з них вона походить від назви вілли Сан-Беніто-де-Палермо, яка належала Хуану Мануелю де Росасу і була розташована на місці сучасного Парку ім. Третього Лютого. Друга версія полягає в тому, що місцевість була названа на честь її першого власника Хуана Домінгеса Палермо. Вперше назва Палермо для цих земель була вжита 1635 року у листі Педро Естебана Давіли до Іспанії.

## Склад

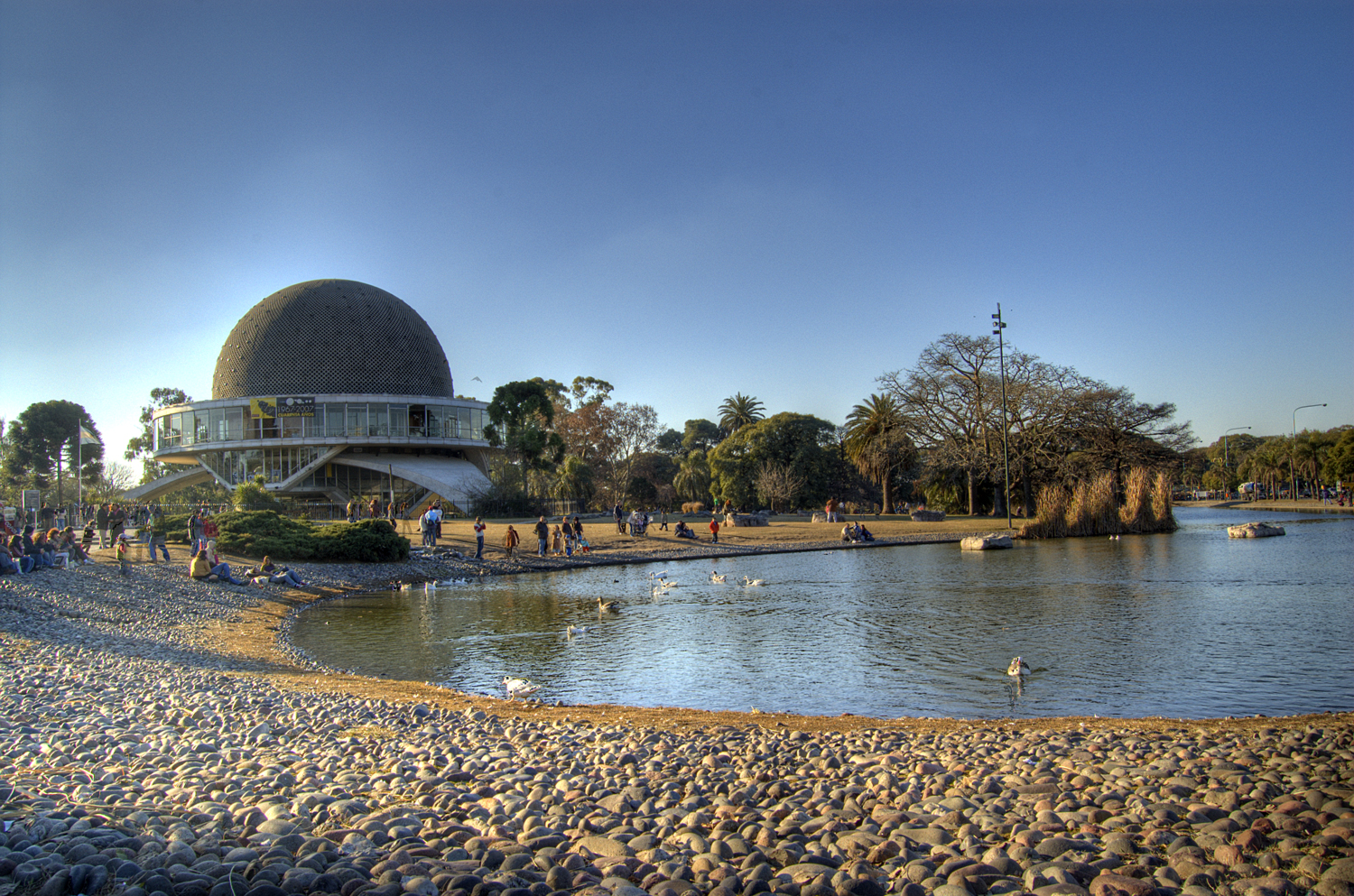
Планетарій
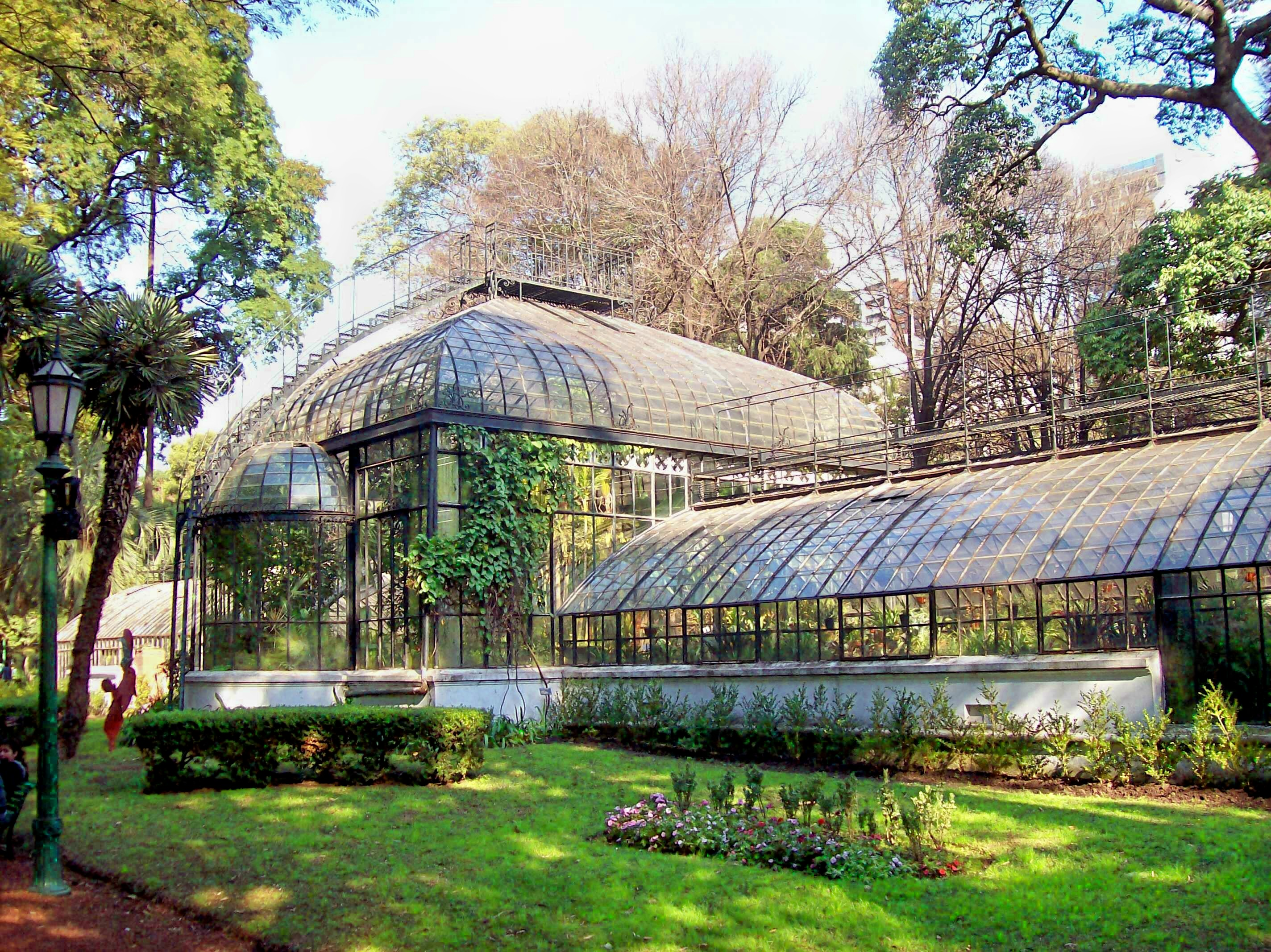
Ботанічний сад
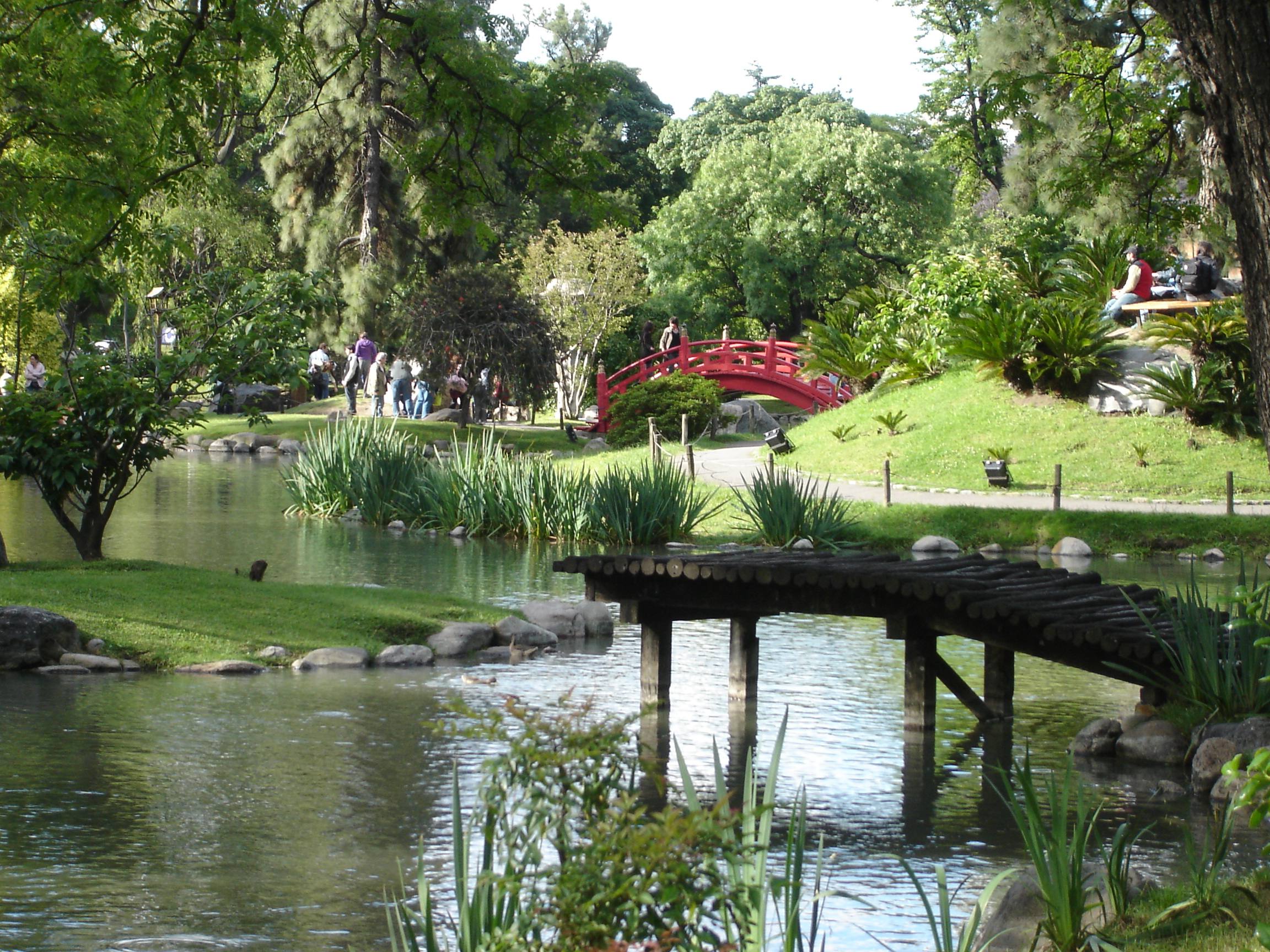
Японський сад
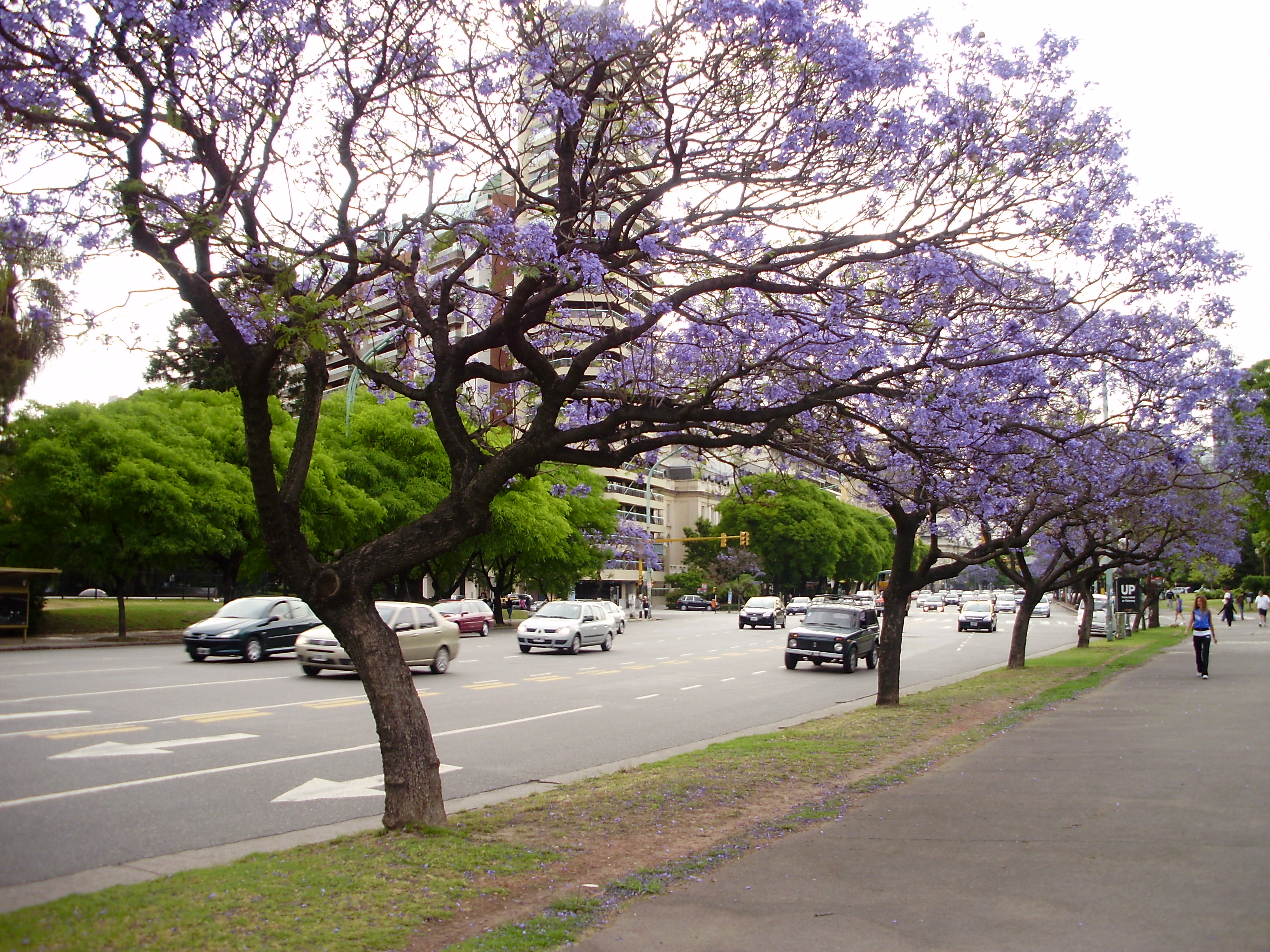
Вулиця Лібертадор

Мапа неофіційних районів Палермо

Палермо займає значну площу порівняно з іншими районами столиці — 16 км², що робить його найбільшим районом Буенос-Айреса. Тому фактично район неофіційно поділяють на менші підрайони:
- Палермо Чіко (ісп. Palermo Chico), заснований сицилійськими мігрантами, де зараз знаходяться житлові будинки вищого класу аргентинського суспільства. Також іноді називається Парк. Розташований на схід від вулиці Лібертадор, між Кав'я і Тагле
- Старий Палермо (ісп. Palermo Viejo), що забудовувався на початку XX ст. одно-двоповерховими будинками під оренду. У 1980-х роках багато з цих будинків були перетворені на ресторани. У цьому районі проживає багато артистів: художники, актори тощо. Відповідно тут знаходяться студії дизайну, альтернативні театри і т. д. Знаходиться між вулицями Кордова і Санта-Фе, від Доррего до Скалабріні Ортіс
- Голівуд (ісп. Palermo Hollywood), де знаходяться офіси телекомпаній, а також житло працівників телебачення і кіно. Також тут розташовано Спортивний клуб Палермо, заснований 1914 року. Також відомий як Багдад. Знаходиться на північ від вулиці Хуана Хусто.
- Ла Імпрента (ісп. La Imprenta) — район біля старої типографії на перехресті вулиць Мігелетес і Мауре
- Лас Каньїтас (ісп. Las Cañitas) знаходиться між вулицями Луїс Марія Кампос, Мауре, Сольдадо де ла Індепенденсья і Шено
- Пасіфіко (ісп. Pacífico) поблизу однойменного мосту
- Ботанічний (ісп. Palermo Botánico) — Ботанічний сад і його околиці
- Бульвар Палермо (ісп. Palermo Boulevard) — центр району, околиці вулиці Хуана Хусто
- Коппола (ісп. Palermo Coppola) поблизу готелю Коппола
- Сохо (ісп. Soho) на південь від вулиці Хуана Хусто поблизу від площі Серрано
- Новий Палермо (ісп. Palermo Nuevo) розташований між вулицями Санта-Фе, Сарм'єнто, Лібертадор і залізницею
- Глем або Високий Палермо (ісп. Glam o Alto Palermo) знаходиться між вулицями Санта-Фе і Коронель Діас, простягаючись вздовж Сальгеро між Чаркас і Лас Ерас. Тут знаходяться магазини і висотні офісні будівлі
- Живий Палермо (ісп. Palermo Vivo) між вулицями Лібертадор, Касарес і залізницею
- Площа Італії (ісп. Plaza Italia)
- Вілья Фрейд (ісп. Villa Freud), також відомий як Чуттєвий Палермо і Гвадалупе. Знаходиться біля площі Гуемес.
- Червона зона (ісп. Zona Roja), також відома як Гарячий, Середній або Червоний Палермо

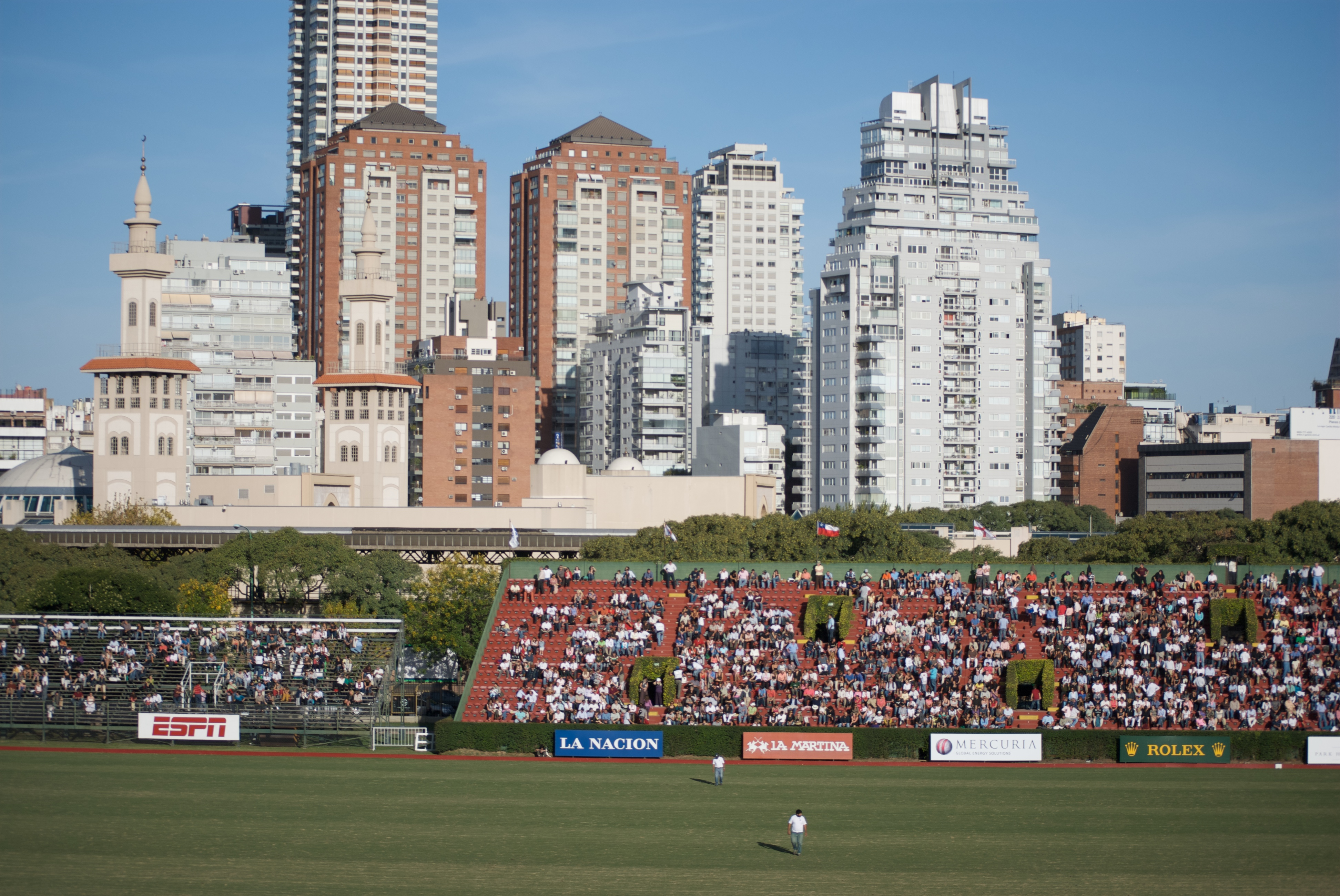
Стадіон для поло
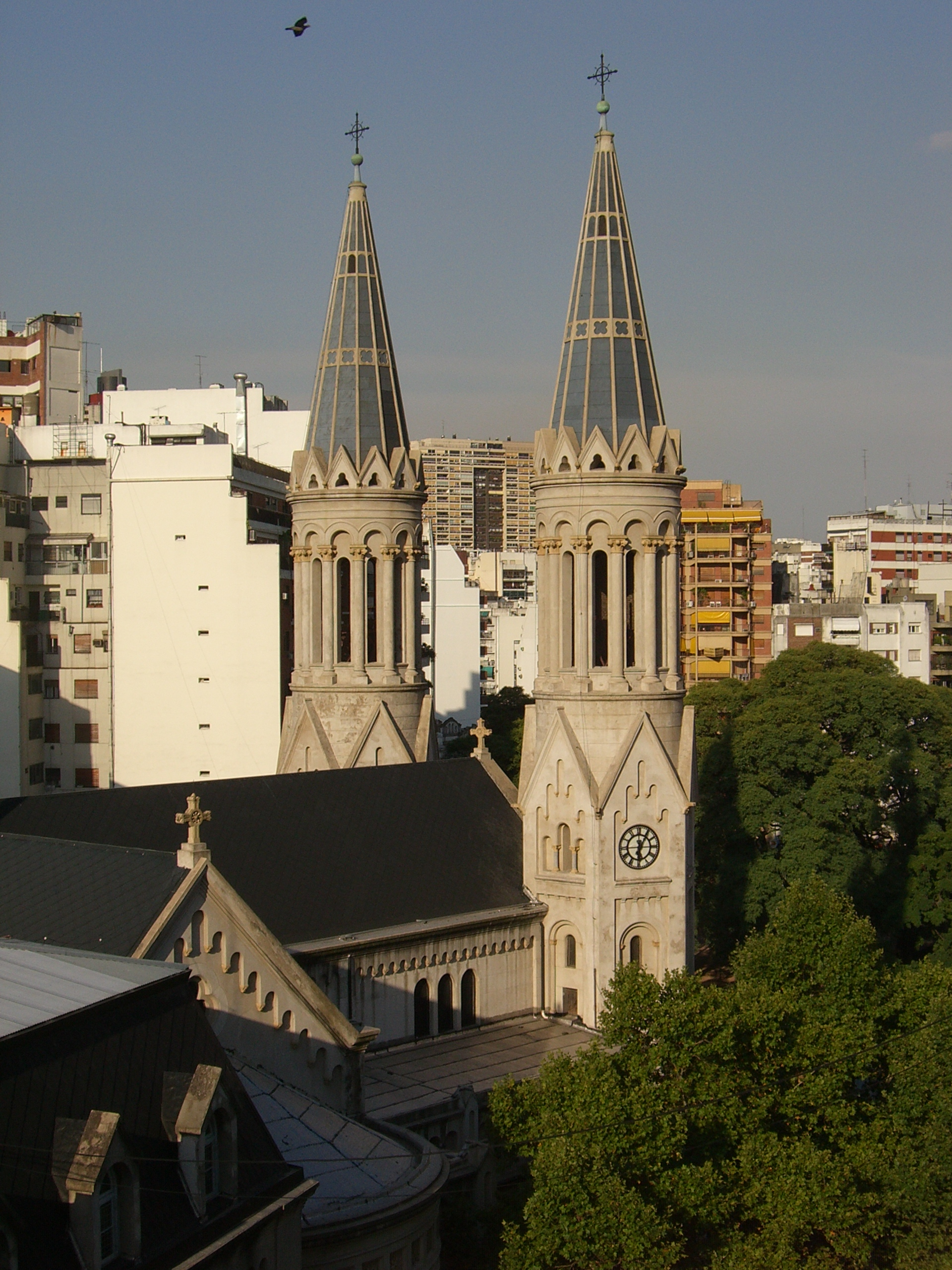
Церква Гвадалупе і площа Гуемес
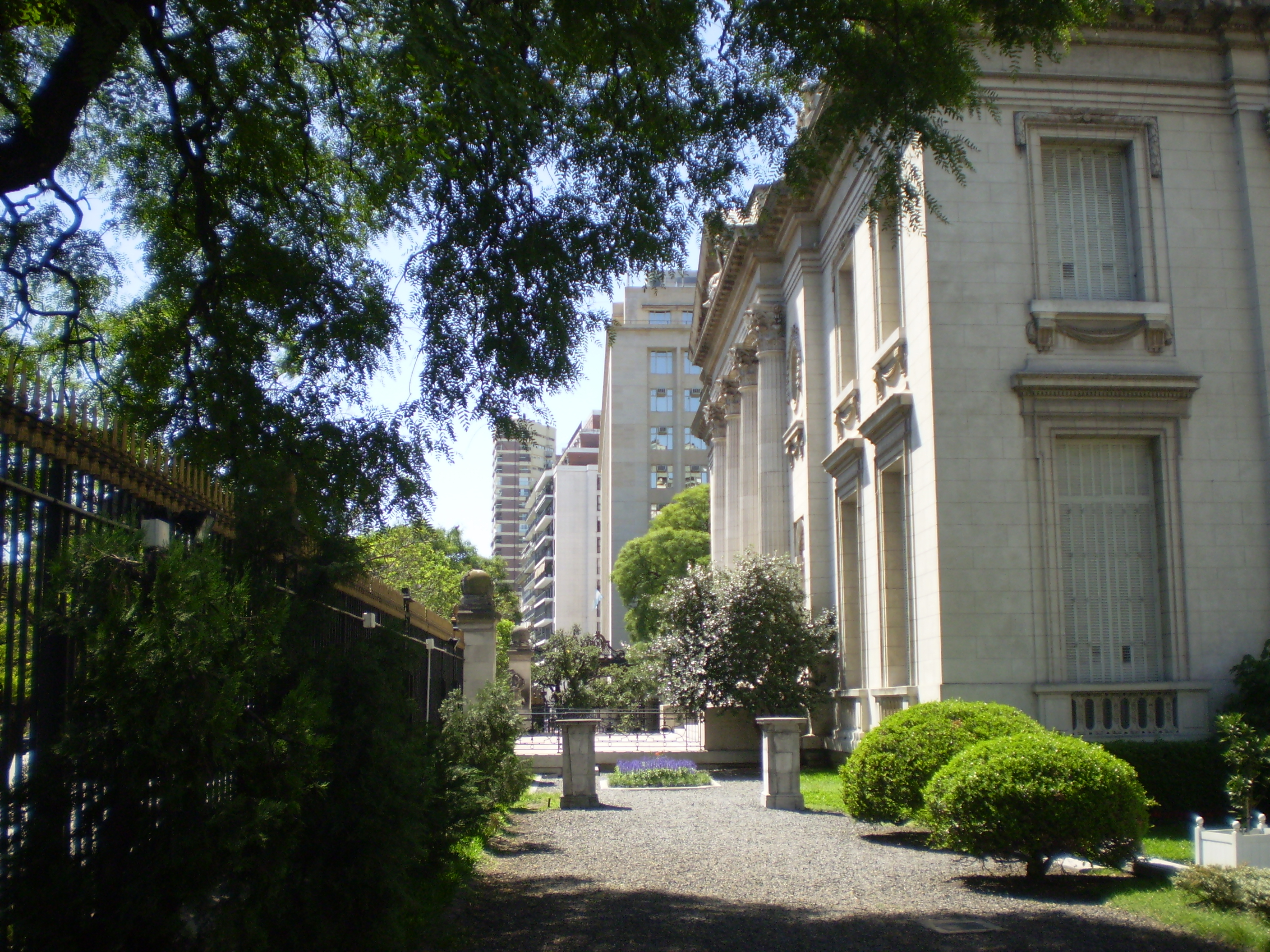
Національний музей декоративного мистецтва
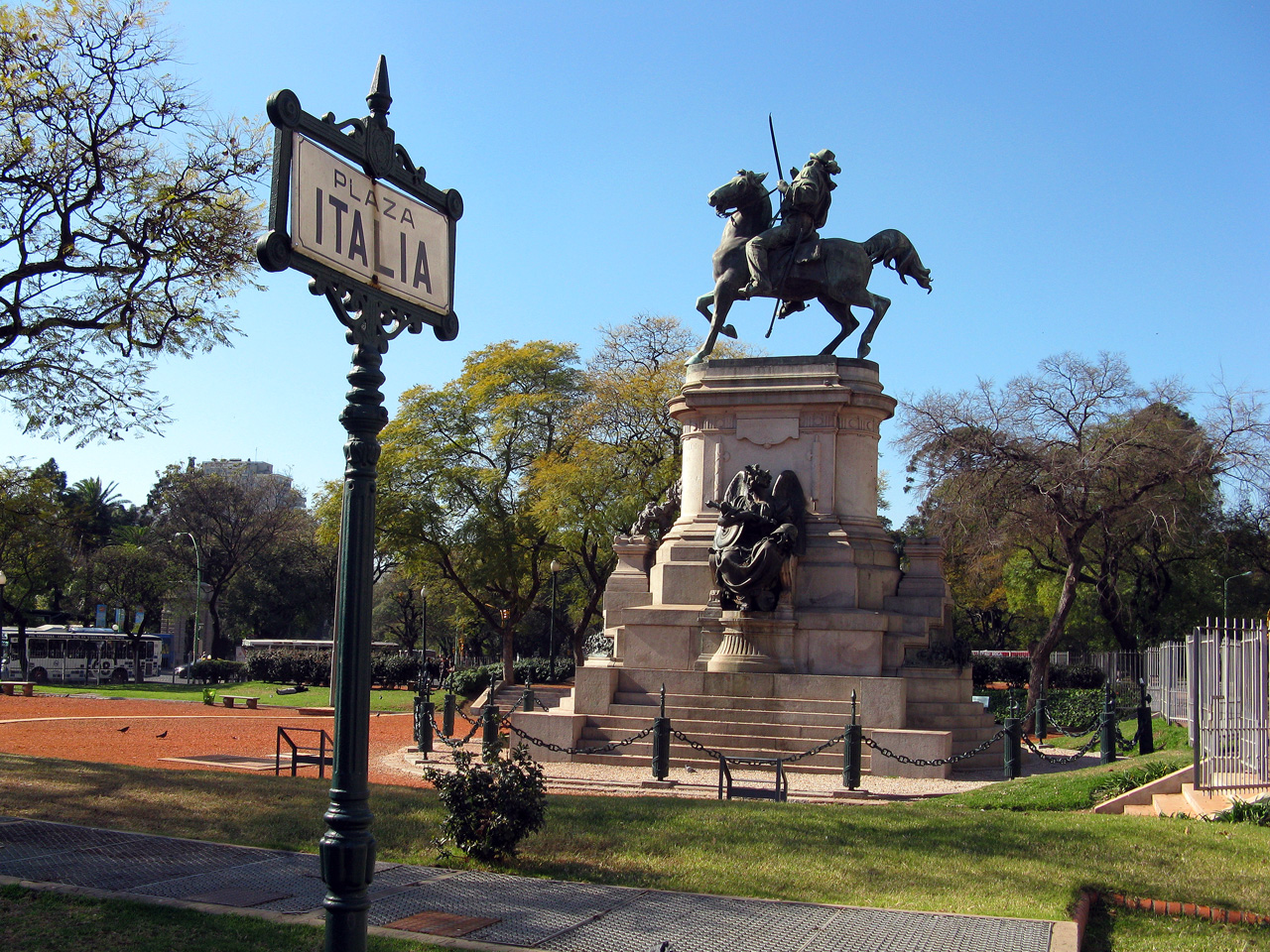
Площа Італії